# Валерий Панюшкин
Валерий Панюшкин е руски журналист и писател на произведения в жанра публицистика и биография.

## Биография и творчество
Валерий Панюшкин е роден на 26 юни 1969 г. в Ленинград, РСФСР, СССР. Завършва Държавния институт за театрални изкуства със специалност „театровед-изследовател“ и дипломна работа за флорентинските празници от XV век. Отбива военната си служба.
Започва работа като сценарист в телевизионната програма „Матадор“ на Константин Ернст на „Первий канал“, след което работи в едноименното списание. От 1996 г. работи в издателство „Комерсант“ като кореспондент към списанията „Капитал“ и „Автопилот“, а по-късно до октомври 2006 г. като специален кореспондент.
Независимо от заекването си, в периода 1999-2001 г., в 22 часа в делничните дни, води заедно с Юрий Саприкин (основател и главен редактор на списание „Афиша“) вечерното шоу „Клиника 22“ в „Нашем радио“. Пише като колумнист в интернет списанието „Gazeta.ru“, за което е удостоен с отличието „Златно перо на Русия“.
През 2005 г. е издадена първата му книга – сборникът с разкази „Незаметная вещь“.
През 2006 г. е издадена известната му книга „Пленник на тишината“ за живота и съдбата на Михаил Ходорковски.
В периода 2006-2007 г. за кратко е главен редактор на списание „Gala“. Работи в руското списание „The New Times“, вестник „Ведомости“ и списание „Сноб“. Ръководи собствените програми „Жизнь“ и „Круглый стол“ по канал „Дождь“.
През 2008 г. е издадена книгата му „Газпром: Новото руско оръжие“, а през 2009 г. „12 несогласных“.
От 2016 г. е главен редактор на информационния портал „Такие Дела“. Ръководи детския правозащитен проект „Правонападение“.
Валерий Панюшкин живее със семейството си в Москва.

## Произведения
- Незаметная вещь (2005) – разкази
- Узник тишины: История про то, как человеку в России стать свободным и что ему за это будет (2006)
Михаил Ходорковски: Пленник на тишината, изд. „Слънце“ (2006), прев. Димитрина Гергова
- Газпром. Новое русское оружие (2008) – с Михаил Зигар и Ирина Резник
Газпром: Новото руско оръжие, изд. „НСМ Медиа“ (2008), прев. Любомир Чолаков
- Михаил Ходорковский. Узник тишины 2 (2009)
- Код Горыныча: Что можно узнать о русском народе из сказок (2009)
- 12 несогласных (2009)
- Код Кощея: Русские сказки глазами юриста (2012)
- Восстание потребителей (2012)
- Рублевка: Player’s handbook (2013)
Рубльовка: правилата на играчите, изд. „Слънце“ (2014), прев. Ива Николова
- Все мои уже там (2013)
- Отцы (2013)
- Ройзман: Уральский Робин Гуд (2014)
- Русские налоговые (2014)